# Ronde van Mali
De Ronde van Mali is een meerdaagse wielerwedstrijd in Mali. De koers werd in 1999 voor het eerst verreden, de winnaar daarvan is echter onbekend. Tussen 2009 en 2010 maakte de Ronde van Mali deel uit van de UCI Africa Tour met een classificatie van 2.2.